# Придніпровська височина

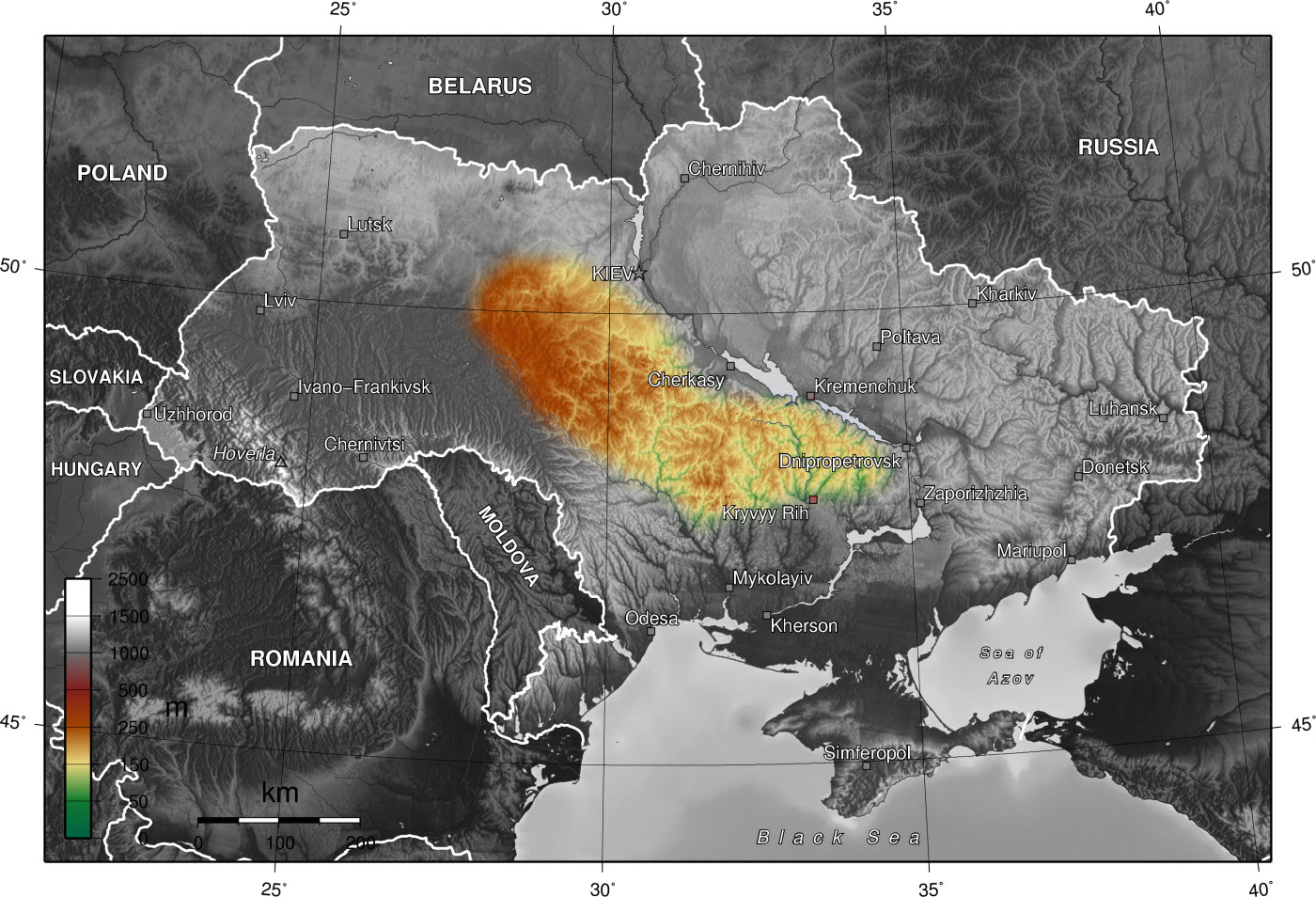

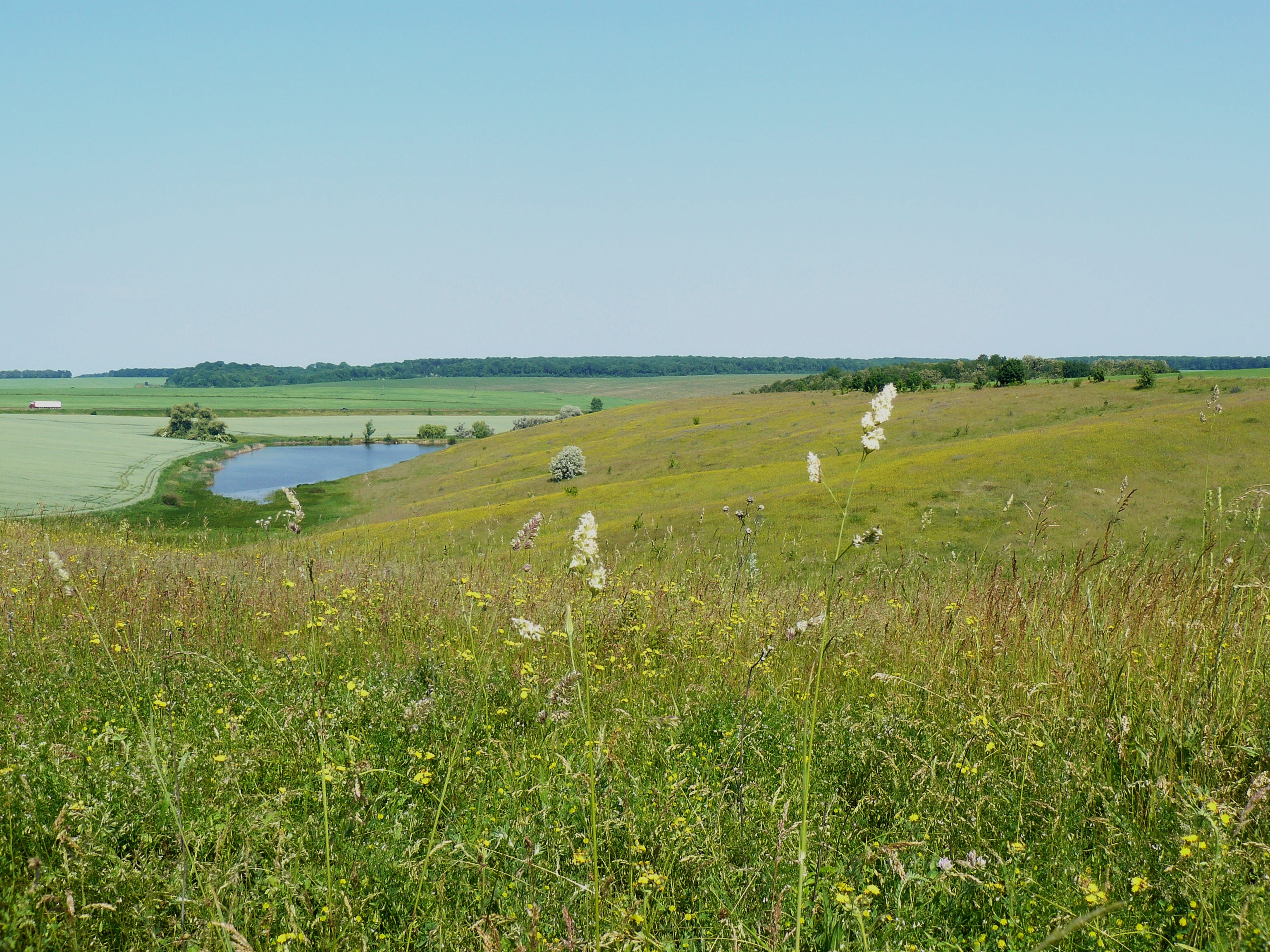
Придніпровська височина, Київська область

Придніпро́вська височина́ — височина на південному сході Європейської рівнини. Займає межиріччя середнього плину Дніпра й Південного Бугу в межах Житомирської, Київської, Вінницької, Черкаської, Кіровоградської та Дніпропетровської областей, простягаючись із північного заходу на південний схід довжиною близько 500 км і шириною 175–200 км.
На півночі височина невисоким уступом переходить у Поліську низовину, на заході межує з Волино-Подільською височиною, на півдні прилягає до Причорноморської низовини. Східна межа височини з Придніпровською низовиною проходить по крутому правому схилу долини Дніпра.
Придніпровська височина розташована в межах поширення кристалічних порід Українського кристалічного щита, що перекриті зверху шаром осадових піщано-глинистих порід незначної потужності. 
Характер поверхні кристалічних порід визначає головні риси гіпсометрії Придніпровської височини й особливості ландшафтів окремих його частин. 
Височина є підняттям типу плато, що поступово знижується у південно-східному й східному напрямках. Середня висота становить 220—240 м у північно-західній частині та 150—180 м на сході та південному сході. Найбільша висота — 323 м (на північному заході). Для Придніпровської височини загалом характерне чергування пласких вододілів із глибокими річковими долинами і балками. Вододіли середньої частини височини широкі, зрідка розчленовані балками з пологими схилами. З наближенням до Дніпра, а також до Південного Бугу вододіли звужуються і мають вигляд увалів із пласкою поверхнею. Значно збільшується кількість балок і ярів. Яружно-балкова мережа особливо розвинена на правобережжі Дніпра (на ділянці між Києвом і містом Дніпро). Поверхня височини густо розчленована долинами Південного Бугу, Собі, Синюхи, Гірського Тікича, Росі, Інгулу, Інгульця, Саксагані та інших річок. Більшість долин має 3—4 чітко виражені тераси. Характерною рисою річок у межах височини є наявність порогів і бистрин, утворення яких пов'язане з виходами кристалічних порід. Глибина врізу долин сягає 80—90 м. Поширені також залишкові прохідні долини завглибшки 15—40 м (іноді до 50 м). Трапляються й інші форми рельєфу — зсуви, конуси. Найбільше їх на схилах Дніпра.
У східній частині височини виділяється своєрідний район — Канівські гори з висотами до 230 м, де внаслідок великих перепадів висот і глибокого та густого розчленування ярами й балками поверхня має вигляд ерозійних гір. Тут розташована могила генія українського народу Тараса Шевченка.

## Геологія і корисні копалини
У геоструктурному відношенні територія відповідає Українському щиту. Укладена переважно гранітами, гнейсами, магматитами, кварцитами.
Корисні копалини: залізні (Криворізький залізорудний басейн), марганцеві (Нікопольський марганцевий басейн) руди, титанові руди (Іршанське родовище), граніт, лабрадорити, графіт (Заваллівське родовище), буре вугілля, каолін, буд. матеріали тощо.